# قلعه اشباح (فیلم ۱۹۲۱)
قلعه اشباح (انگلیسی: The  Haunted Castle) یک فیلم صامت به کارگردانی فریدریش ویلهلم مورنائو با اقتباسی از یک رمان بود   که در سال ۱۹۲۱ منتشر شد.